# نخلة شوكية
النخلة الشوكية (الاسم العلمي: Acanthophoenix)، جنس نباتات مُزهرة من فصيلة النخلية موطنها جزر موريشيوس في المحيط الهندي، ووتُسمى أيضًا النخلة الحمراء. انواعها المعروفة ثلاثة.